# Willem III-kazerne

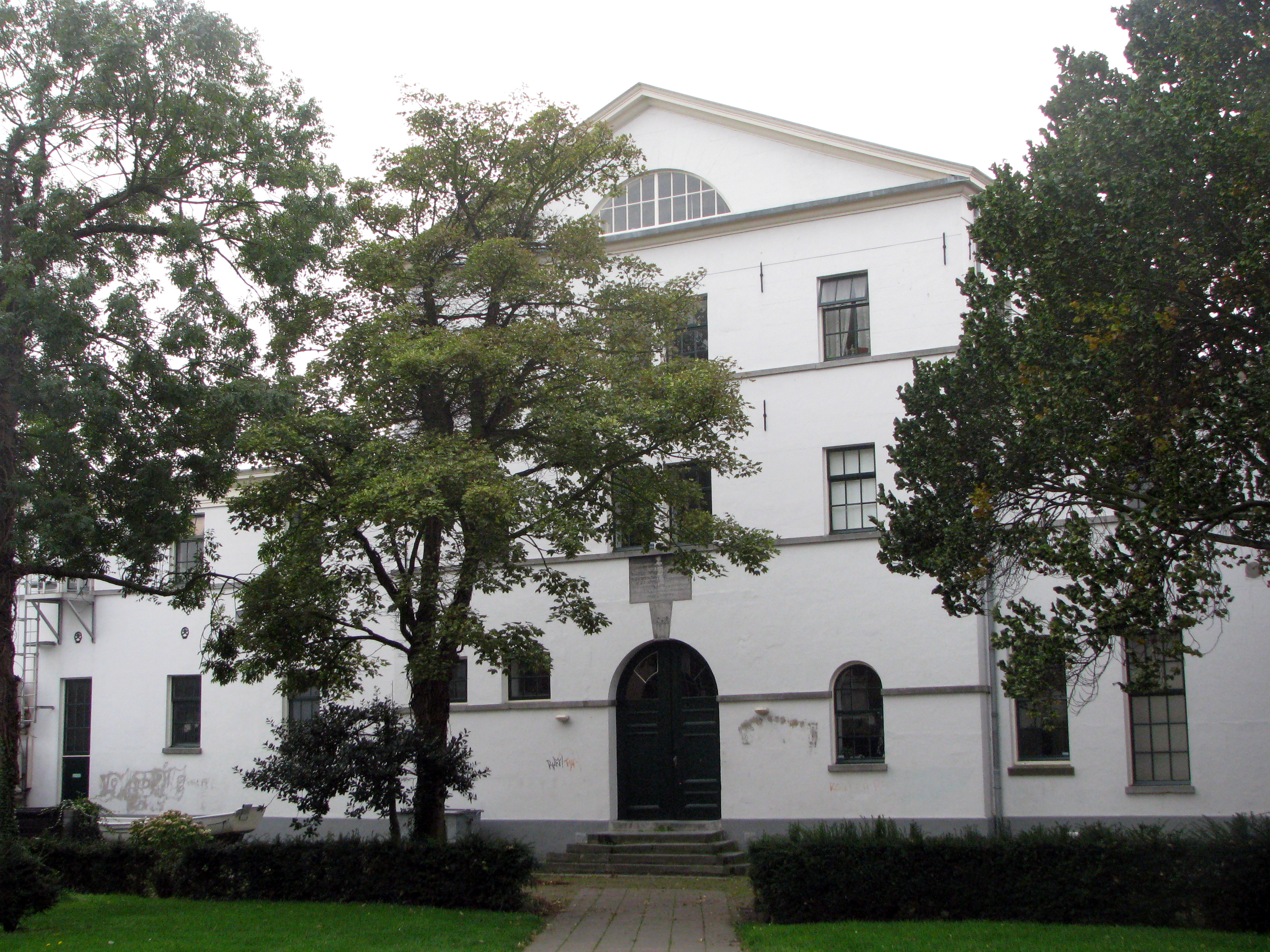
De achterzijde van de Willem III kazerne.

De Willem III kazerne aan de Oranjestraat in Vlissingen, in de Nederlandse provincie Zeeland, is gebouwd in 1850. Het langgerekte gebouw heeft een vooruitstekend middenpaviljoen met een gebosseerde gepleisterde onderbouw. De flankerende, lagere zijvleugels hebben een halfhoge verdieping. Sinds 1999 is in de voormalige kazerne het Kunstcentrum Willem3 gevestigd.
De kazerne is in opdracht van de gemeente Vlissingen gebouwd als artilleriekazerne 'Koning Willem III'. Het gebouw is ontworpen door stadsarchitect Willem de Kruijff en kon 366 manschappen herbergen. Verschillende details aan de buitengevel en binnen in het trappenhuis verwijzen naar de oorspronkelijke bestemming van de kazerne. In 1860 is de kazerne door de gemeente in bruikleen gegeven bij het rijk. Tot 1922 bleef de kazerne in gebruik bij defensie als infanteriekazerne. Daarna is het gebouw weer overgegaan naar de gemeente. In de jaren na de Tweede Wereldoorlog heeft het gebouw verschillende functies gekend en is het lange tijd in gebruik geweest door verenigingen waaronder de padvinderij en Schaakvereniging Vlissingen. Veel Vlissingse oud-padvinders zullen zich de jaarlijkse Sint Joris-viering herinneren die traditioneel in de achtertuin van de Willem III kazerne werd gehouden.

## Kunstcentrum

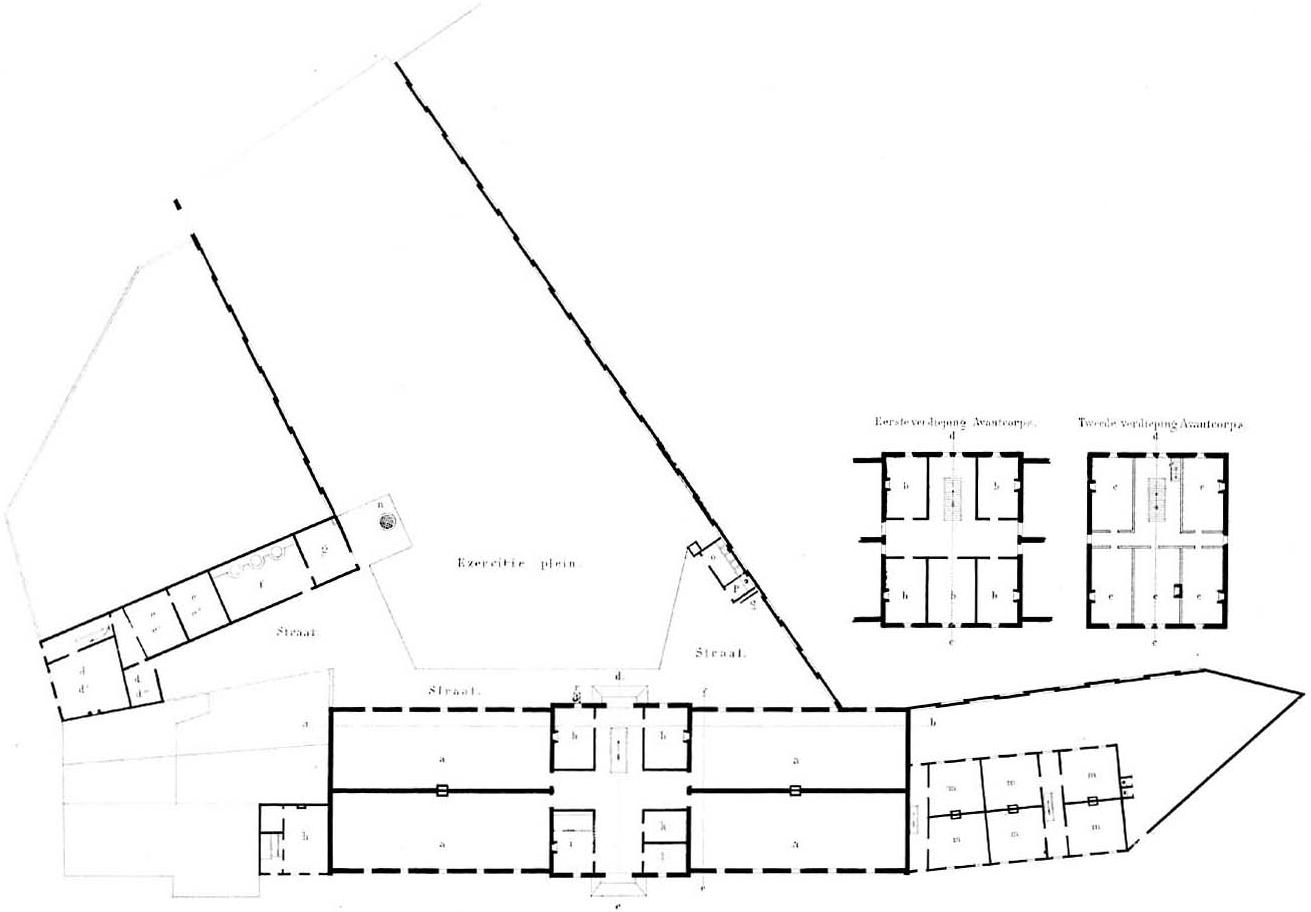
Plattegrond van de Willem III kazerne.

Aan het einde van de jaren 90 is de voormalige Willem III kazerne grondig gerenoveerd en werd op 27 oktober 1999 als Kunstcentrum Willem3 heropend door mr. Pieter van Vollenhoven. Het kunstcentrum bestond na opening uit het theater Vestzak99, expositieruimtes, acht studio's en woonunits voor kunstenaars, de Kunstuitleen Vlissingen en kantoorruimte voor het Buro Beeldende Kunst Vlissingen. De buitengevel van het kunstcentrum is voorzien van zeven neonsculpturen van de Italiaanse architect en kunstenaar prof. Leonardo Mosso. Op de begane grond is een waterput afgedekt met een natuurstenen deksel waarin een dichtregel van de in Vlissingen geboren dichter Hans Verhagen is gehouwen.